# アメリカン・ドリーム

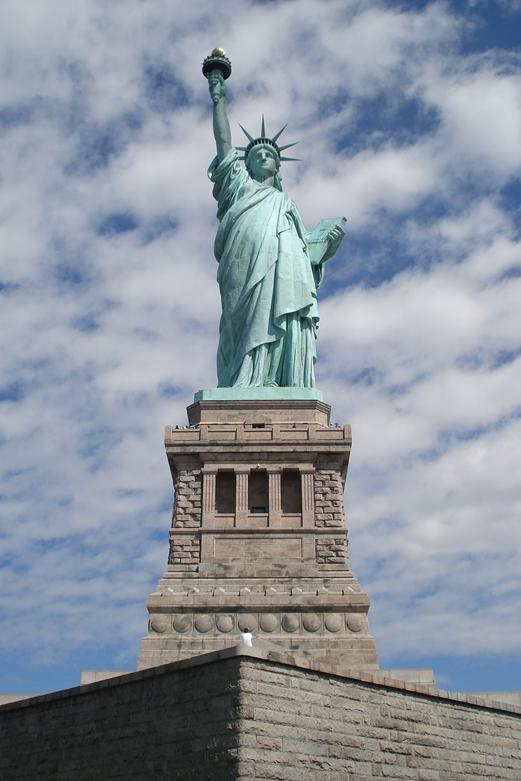
自由の女神

アメリカン・ドリーム（英語: American Dream）とは、アメリカ合衆国における成功の概念の一つ。均等に与えられる機会を活かし、勤勉と努力によって勝ち取ることの出来るものとされ、その根源は独立宣言書に記された幸福追求の権利に拠る。

## 概要
18世紀のアメリカ黎明期においては、ヨーロッパに比べ、出自や身分が決定的な役割を果たすことが少なかった。黄金郷の探索や豊富な地下資源のもたらす巨万の富など、志を抱き、情熱を燃やした多数の人間がヨーロッパから新大陸へと渡ってきた。「アメリカン・ドリーム」という言葉は、そんな彼らの荒唐無稽で不遜な夢を奨励し、鼓舞し続けた。
独立宣言書を起草したトーマス・ジェファーソンは、自ら構想した独立宣言において、ジョン・ロックが『統治二論』で不可侵の権利として挙げた「生命、自由、財産をめぐる権利」という言葉を、「生命、自由、幸福の追求の権利」に書き換えた。これは、国家レベルにおいて夢を見るという行為に価値が付与され、アメリカの起源として重要な意義を持つこととなった。
やがて迎える西部開拓時代に先立ち、アメリカ第6代大統領ジョン・クィンシー・アダムズは、1802年、プリマス上陸二百年祭の演説において、バークレイ主教の詩の一説を引用し、「帝国の進路は西を目指しゆく」と叫んだ。大西洋岸に到着した彼らの夢は、帝国拡張の必然的経路として際限なく広がる「未開」の西の大地へ向けられた。ホレス・グリーリーの「若人よ、西部を目指せ」の言葉どおり、1862年に成立した自営農地法は、虐げられてきた者たちの、土地所有の夢を実現させるに至った。以降も持ち家を実現するための住宅ローン支援政策等を重視している。
しかし、白人の夢を体現させるために、「インディアン強制移住法」や「ドーズ法」などによって、様々な権利や財産を奪い取られたインディアンや、肌の色が違うという理由だけで、そのような夢を見る権利すら奪われ、疎外された黒人たちの存在があったのもまた、事実である。19世紀から20世紀にかけて、彼らはそうした夢の欺瞞を暴きだし、抗議の声をあげるようになっていった。
また、アメリカでも時代を経るに連れて格差の拡大、および固定化が進んでおり、これを不満に思った市民による「ウォール街を占拠せよ」などの大規模な抗議活動が起こっている。また、オタワ大学の調査によると、子の世代が親の世代の階層から抜け出せないまま同じ階層にとどまる確率は、主要先進国の中ではイギリスとイタリアが最も高く、次いでアメリカとなっており、アメリカンドリームの実現は、実際には日本やドイツ、オーストラリアよりも難しいとされている。トマ・ピケティは著書『21世紀の資本』において、アメリカン・ドリームを否定している。アメリカに次ぐ経済的な発展を遂げた中華人民共和国ではチャイニーズ・ドリームとも呼ばれる中国の夢がアメリカン・ドリームに対抗して打ち出された。

## 夢の体現者
アメリカンドリームの体現者として、実際に成功させた人物に対する伝記は枚挙に暇が無いほど存在するが、本項ではアメリカの理想の体現者として知られるエイブラハム・リンカーン、及び一代にして巨万の富を築き上げたジョン・ロックフェラーを紹介する。
- エイブラハム・リンカーン
貧しい開拓民の息子だったリンカーンは、独学で法律を学び、アメリカ合衆国大統領の地位に上り詰めた。奴隷解放を宣言し、南北戦争による国家分裂の危機を回避した英雄であり、アメリカの平等と理想、努力と勤勉によって成功が得られることを見事に体現させた一人であるといえる。
- ジョン・ロックフェラー
商人の家に生まれた彼は、ペンシルベニア州で掘られた油田に目をつけ、クリーヴランドにて石油精製業をはじめた。1870年にスタンダード・オイル社を設立し、全米の石油精製業の95%を独占、世界最大の間接権力を手に入れた。